# Lang Lang (Australia)
Lang Lang – miasto w Australii, w stanie Wiktoria.